# OGLE-TR-182
OGLE-TR-182는 용골자리에 있는 황색 왜성으로, 지구에서 약 12,700 광년 떨어진 곳에 있다. 이 별 주위에는 천이법에 의해 발견된 외계 행성이 존재하며, 이 행성은 2007년 10월에 발견되었다.

## OGLE-TR-182 b
OGLE-TR-182 b는 지구질량의 319배에 이르는 외계 행성으로, 목성질량에 비해 단지 지구 1개 분량만큼 무거울 정도로 목성과 흡사한 질량을 갖고 있다. 다만 어머니 항성과 가까이 있어 대기가 가열되어 팽창되어 있기 때문에 반지름은 목성보다 13퍼센트 더 크다. 공전주기는 4일로, 어머니 항성과의 거리는 태양~지구 거리의 20분의 1에 불과하다.

## 같이 보기
- 광학 중력 렌즈 실험

## 참고 문헌
- F. Pont, O. Tamuz, A. Udalski, T. Mazeh, F. Bouchy, C. Melo, D. Naef, N. C. Santos, C. Moutou, R. Diaz, W. Gieren, M. Gillon, S. Hoyer, M. Kubiak, M. Mayor, D. Minniti, G. Pietrzynski, D. Queloz, S. Ramirez, M. T. Ruiz, I. Soszynski, O. Szewczyk, M.K. Szymanski, S. Udry, K. Ulaczyk, L. Wyrzykowski, M. Zoccali (2007년 10월 28일). “A transiting planet among 23 new near-threshold candidates from the OGLE survey - OGLE-TR-182”. 《Astronomy and Astrophysics》. 2011년 5월 6일에 원본 문서에서 보존된 문서. 2007년 11월 27일에 확인함.